# Zweibrücker Hügelland
Das Zweibrücker Hügelland ist eine rd. 500 km² große, landwirtschaftlich geprägte Kulturlandschaft im westlichen Rheinland-Pfalz. Sie wird im Norden durch das Schwarzbachtal und im Westen durch den Hornbachunterlauf begrenzt.  Im Osten kann das Felsalbtal als Grenzlinie angenommen werden, wo der Pfälzerwald anschließt. Im Süden geht das Hügelland nahtlos in die lothringische Hochebene über. 
Das Zweibrücker Hügelland liegt vollständig im Landkreis Südwestpfalz. Größter Ort im Hügelland ist Vinningen.
Eine einheitliche geschichtliche Zugehörigkeit gibt es nicht, es kam vielmehr im Laufe der Jahrhunderte zu zahlreichen Besitzwechseln, Teilungen und Neuordnungen. Zweibrücken-Bitsch und später Pfalz-Zweibrücken sowie Hanau-Lichtenberg und im östlichen Teilraum auch das Amt Gräfenstein hatten einen besonders prägenden Anteil im Mittelalter, nachdem vom 8. – 12. Jahrhundert vorwiegend vom Kloster Hornbach Impulse für Besiedelung und Entwicklung ausgegangen waren.
Die hügelige Hochfläche mit Höhen von 300 bis 400 m über NHN schickt ihr Wasser hauptsächlich über den Hornbach zum Schwarzbach und weiter zu Blies und Saar. Das Land weist zahlreiche, aber meist sehr kleine Dörfer auf. Die Böden des mittleren Muschelkalks sind gut für den Ackerbau geeignet. Teils mitten in den Ackerflächen sind auch noch viele Obstbäume erhalten, deren Ernte vielfach in Verschlussbrennereien verarbeitet wird.
Im Übergangsbereich zum Pfälzerwald steht auch Buntsandstein an. Diese Flächen sind durch Bewaldung oder Grünlandwirtschaft auf Anhieb erkennbar.
Knapp 5 % der Gesamtfläche stehen unter Naturschutz.